# Leucauge granulata
Leucauge granulata este o specie de păianjeni din genul Leucauge, familia Tetragnathidae. A fost descrisă pentru prima dată de Charles Athanase Walckenaer în anul 1842. Conține o singură subspecie: L. g. rimitara.